# Privitne (Aluixta)
|  | Per a altres significats, vegeu «Privitne». |

Privitne (en (ucraïnès): Привітне, en rus: Приветное, Privétnoie) és un poble de la República Autònoma de Crimea a Ucraïna, que el 2014 tenia 1.867 habitants. Pertany al districte rural d'Aluixta.